# Reteporella dinotorhynchus
Reteporella dinotorhynchus är en mossdjursart som beskrevs av Hayward och Cook 1979. Reteporella dinotorhynchus ingår i släktet Reteporella och familjen Phidoloporidae. Inga underarter finns listade i Catalogue of Life.